# Dictyotangia emarginata
Dictyotangia emarginata är en insektsart som först beskrevs av Philip Reese Uhler 1895.  Dictyotangia emarginata ingår i släktet Dictyotangia och familjen Tropiduchidae. Inga underarter finns listade i Catalogue of Life.